# Бабий Яр (фильм, 2002)
«Бабий Яр» — украинский художественный фильм 2002 года режиссёра Николая Засеева-Руденко.

## Сюжет
Героиня, Влада Волянская, побывала в 1941 году в Бабьем Яру, на её глазах погибли сын, сестра, отец, мать, соседи, друзья, но сама она смогла спастись. Через 60 лет, став в Израиле богатой и влиятельной бизнес—леди, она приезжает в Киев, чтобы поклониться могилам родных. Но в гостинице встречает своего палача, Эрвина Танца, немца из расстрельной команды, бывшего фашистского офицера. Он тоже узнаёт её — одну из многочисленных его жертв — ведь он перед расстрелом рисовал её тогда с сыном на краю могилы.

## В ролях
- Элина Быстрицкая — Элеонора
- Игорь Васильев — Эрвин Танц
- Ариадна Шенгелая — Хана
- Ирина Бунина — Полина Демчук
- Влада Волянская — Элеонора в молодости
- Александр Гебдовский — Эрвин в молодости
- Татьяна Недельская — Полина в молодости
- Олег Драч — Танц
- Марк Рудинштейн — отец Элеоноры, ювелир
- Татьяна Шевченко — мать Элеоноры
- Ян Табачник — музыкант

В эпизодах: Василий Мазур,Владимир Коляда, Ирина Дука и другие.
Для актрисы Элины Быстрицкой роль стала одной из немногих и последней большой ролью в кино, своеобразной данью памяти многочисленным родственникам, погибшим от рук нацистов Актриса избегала художественных оценок фильма: «Согласилась на эту работу только по одной причине — тема. И больше ничего.… Только в целом судить о фильме не возьмусь, извините»

## О фильме
Фильм снят при меценатской помощи президента Всеукраинского еврейского конгресса Вадима Рабиновича. По словам режиссёра идея снять фильм появилась у него ещё в 1993 году, но на Украине на государственном уровне никто не хотел его финансировать из-за участия Украинской вспомогательной полиции в расстрелах евреев:

в Бабьем Яру фашистами было уничтожено 40 тысяч человек, в основном евреев. В этом расстреле участвовали 2 батальона СС группы Юг, состоявших из украинцев. Они лично расстреляли 500 детей в Радомышле. Мне устроили скандал: «Почему вы это снимаете!»— режиссёр фильма Николая Засеева-Руденко
Премьерный показ телефильма состоялся в апреле 2003 года в эфире ТРК «Эра» медиахолдинка Андрея Деркача

## Фестивали и награды
На IV Телекинофоруме «Вместе» (2003, Ялта) телефильм был отмечен специальным дипломом «за глубокое раскрытие одной из трагических страниц человечества периода Второй мировой войны».